# Marda Vanne
Marda Vanne (nascida Margaretha van Hulsteyn; África do Sul, 27 de setembro de 1896 – Londres, 27 de abril de 1970) foi uma atriz de teatro e cinema sul-africana.
Filha de Sir Willem van Hulsteyn, advogado dos Países Baixos. Foi casada com Johannes Gerhardus Strijdom.

## Filmografia (seleção)
- 1938: Strange Boarders
- 1939: The Great Adventure (TV)
- 1939: Passion, Poison and Petrifaction (TV)
- 1961: The First Gentleman (TV)
- 1968: Joanna